# Nałęcz (Wappengemeinschaft)
Nałęcz ist eine polnische Wappengemeinschaft, die dem polnisch-litauischen Adel angehört(e). Sie war vor allem zu Zeiten des Königreichs Polen und Polen-Litauens sehr einflussreich und brachte mehrere bedeutende Persönlichkeiten hervor, da sie auch zu großer Anzahl im Sejm vertreten war.

## Geschichte
Nałęcz ist eine polnische Wappengemeinschaft, die seit dem 12. Jahrhundert bestand (besteht). Der Knoten im Wappen soll die Vereintheit und Brüderlichkeit symbolisieren. Die Wappengemeinschaft, die ihren Ursprung in der Region Großpolen hatte, wurde schnell sehr einflussreich und arbeitete mit den Königsdynastien der Piasten, Jagiellonen und Wasa zusammen. Aber auch an der Ermordung von König Przemysław II. soll die Wappengemeinschaft Nałęcz beteiligt gewesen sein. Um ihre Macht weiter zu festigen, verbündeten sie sich nicht nur mit den Piasten, sondern auch mit ausländischen Dynastien (z. B. Askanier, Hohenzollern). Nach dem Tod von Ludwig dem Großen kämpften sie gegen die Grzymała, ein anderes Rittergeschlecht und Wappengemeinschaft, um den Piasten, Herzog Ziemowit IV. von Masowien auf den polnischen Thron zu heben.

## Liste der Familiennamen
Früheste urkundliche Erwähnung: 1343, im Rahmen der Union von Horodlo 1413 wurde das Wappen Nałęcz auch auf Adlige aus dem Großfürstentum Litauen ausgedehnt.
Adelsfamilien, die das Wappen Nałęcz als Familienwappen nutz(t)en:
936 Namen insgesamt:
Abram, Andrzejewski, Andrzejowski.
Babecki, Baczkowski, Badoracki, Baranowski, Batycki, Bączkowski, Bąklewski, Beklewski, Bendoński, Benglewski, Benklewski, Berski, Berzbortkiewicz, Bethune, Będoński, Bęklewski, Białłyszewski, Białowieski, Bielakowski, Bielański, Bielejewski, Bierwecki, Bierzwięcki, Bierżewicki, Bierżewski, Blanday, Błażejewicz, Błędostowski, Błędowski, Błogowski, Błoniewski, Błoniowski, Błoński, Bobolecki, Bobolicki, Bobrowski, Bocianowski, Bodzisławski, Bogdaszewski, Boguchwał, Bohdaszewski, Bojarski, Bolochowiec, Bołchowiec, Bołkoński, Bołochowiec, Bonczakowski, Bonisko, Boniuszko, Borkowski, Borodziński, Borsa, Borsza, Borszowicz, Bortkiewicz, Bortkowicz, Bortkowski, Borzestowski, Borzkowski, Boszkowski, Bratkowski, Brodzki, Brudzewski, Bryndzanacki, Brzański, Brzozdowski, Buczek, Buczko, Bukojemski, Buza, Bużański, Bzowski.
Cal, Ciborski, Charbicki, Chawejłowicz, Chełmicki, Chełmiński, Cherubinowicz, Chinowski, Chlebicki, Chłembowski, Chłębowski, Chłopecki, Chmar, Chmara, Chmiel, Chodakowski, Chomiąski, Chomięcki, Chrepkowicz, Chwalibogowski, Chwat, Chynowski, Cichocki, Ciechanowicz, Ciechocki, Ciechowski, Ciepieński, Ciepiński, Conradi, Cwiklicz, Czasoński, Czech, Czeperowski, Czepiński, Czerniewicz, Czołpiński.
Ćmachowski, Ćwikliński.
Dahlke, Dalkiewicz, Darowski, Dawrowski, Dąbrowski, Debrzyński, Derszniak, Dersztorff, Ditrich, Dłuski, Dmowski, Dobaczewski, Dobrogost, Dobrosławski, Dobrowolski, Dobrzyński, Dołągowski, Dołongowski, Domasławski, Domasłowski, Domaszewski, Domosławski, Domysławski, Donajewski, Donajski, Dorohanicki, Dowgiał, Dowolg, Dowolgo, Drochiński, Drociński, Drohiciński, Drohiczański, Drohiczyński, Drohiński, Droyczewski, Drużbicki, Drużbiński, Drzewiecki, Dubieniecki, Duszyński, Dworczyński, Dwornicki, Dwornik, Dybczyński, Dybowski, Dybek, Dybrzyński, Dylądowski, Dylągowski, Dylengowski, Dylewski, Dylkiewicz, Dymberg, Dzbański, Dzbeński, Dzbiński, Dziećmiarowski, Dzierżykraj, Dziewierzewski, Dziewoński, Dzułay, Dzwonowski, Dżugay, Dżułat, Dżułay.
Eńko.
Falcz, Felner, Felnerowicz, Filicki, Filipecki, Fortuna.
Gajewski, Gartkiewicz, Garwoliński, Gasperowicz, Gawarecki, Gawin, Gawłowski, Gembicki, Gębicki, Gigański, Gilbaszewski, Gimbut, Gimbutowicz, Ginalski, Ginbut, Giżycki, Gliszczyński, Gładki, Głowacz, Głuchowski, Głuzicki, Gnuszyński, Goleszewski, Golian, Golikowski, Goloszewski, Gołębski, Gołoszewski, Gorawski, Gorski, Gorzeński, Gorzycki, Gorzyński, Gosławski, Gostomski, Goszczyński, Gowarecki, Gozdzikowski, Gożewski, Górecki, Górka, Górski, Grabski, Graff, Grąbczewski, Grochala, Grocholski, Grochowalski, Grochowolski, Grodzicki, Grodziecki, Grodziński, Grot, Grzejewski, Grzymisławski, Gulczewski, Gurski.
Hanowiecki, Herstopski, Hersztopski, Hłodki, Holibowski, Horaszkiewicz, Horoszkiewicz, Horoszowski, Horski, Horyszewski, Horyszowski, Horztopski, Howryłowski, Hoztopski, Hryniewicz, Hulewicz, Huściłło, Huściło.
Idzelewicz, Idzellewicz, Idzikowski, Ilikowski, Iłłowiecki, Iłowicki, Iłowiecki, Imbir, Imbram, Imbramowicz, Imram.
Jabłonowski, Jakusz, Jałowicki, Jałowiecki, Jamont, Jamontt, Janczewski, Janicki, Janowski, Januszewicz, Jarczewski, Jarczowski, Jargocki, Jargoski, Jarzymski, Jasielski, Jasieński, Jawecki, Jawiecki, Jeleniewski, Jeleński, Jeliński, Jełowicz, Jeńkowicz, Jezierski, Jeżewski, Jeżowski, Jędrychowski, Jędrzejewski, Jędrzejowski, Jędrzychowski, Jędrzyjewski, Jędrzyjowski, Jocher, Jodkowski, Jodłowski, Jotkowski, Juckiewicz, Judkowski.
Kaczan, Kaczanowski, Kaczkowski, Kaczyński, Kagan, Kaliński, Kaliszewski, Kaliszkowski, Kalitowski, Kalitwiński, Kamieński, Kampiery, Kaniewiecki, Kaniewski, Kaniowski, Karczewski, Kardaszewski, Karkuszka, Karkuszko, Karłowicz, Karpowicz, Karpowski, Kasinowski, Kasprzak, Kawałowski, Kazanecki, Kazański, Każdajlewicz, Kąsinowski, Kembłowski, Kębłowski, Kędzierski, Kęsicki, Kęszycki, Kibeleński, Kielbicki, Kiełbasa, Kietułk, Kissiński, Kiszewski, Klonowski, Kłobicki, Kłobocki, Kłokocki, Kłokowski, Kłonowski, Kobelecki, Kobelnicki, Kobierzycki, Kobylnicki, Kobyłecki, Kocieło, Koczan, Koczanowicz, Koczanowski, Koleński, Koliński, Komornicki, Komorowski, Koniewski, Konradi, Konrady, Kopczyński, Korkuć, Kormanowicz, Koroza, Korycieński, Korzanowicz, Korzenicki, Korzeniecki, Korzeniewski, Korzeniowski, Korzeń, Korzyniewski, Kosinowski, Kostecki, Koszczyński, Kozłowski, Koźmian, Kraskowski, Krasowski, Krassowski, Kraszkowski, Krazan, Krempski, Krępski, Kruchowski, Kruszkowski, Kublewski, Kucewicz, Kuczan, Kulikowski, Kulinkowski, Kunowski, Kupraszewicz, Kurkuć, Kuszycki, Kwaśniewski, Kwiatkowski, Kwieciński.
Laband, Labanda, Lachowski, Laszowski, Lauterbach, Lazański, Lebiedziejewski, Ledzeński, Lekczyński, Leński, Lesenko, Lesicki, Lesiecki, Leszczkowski, Leszczyński, Leszkiewicz, Lewandowski, Lewicki, Lewiecki, Lezeński, Leziński, Leźnicki, Leżański, Leżeński, Leżnicki, Leżyński, Lęcki, Lędzki, Lipka, Lippi, Lisieński, Lisowski, Liszak, Lubieński, Lubiński, Lubsiński, Ludicki, Ludzicki, Ludziski, Lwowski.
Łagiewnicki, Łakieński, Łakiński, Łakucewicz, Łaszewski, Łaszowski, Łaściszewski, Ławicki, Ławiecki, Łazański, Łażyński, Łączyński, Łąka, Łąkowski, Łążyński, Łekieński, Łęcki, Łędzki, Łękiński, Łękowski, Łokucewicz, Łomnicki, Łoniecki, Łoniewski, Łopacieński, Łopaciński, Łowecki, Łowęcki, Łowicki, Łowiecki, Łowiński, Łubkowski, Łubowski, Łukomski, Łust, Łusta, Łuszczewski, Łuszczowski.
Maciurkowski, Mackiewicz, Majewski, Malicki, Malicz, Maliski, Malski, Małachowski, Małyski, Manikowski, Mańkowski, Marcinkiewicz, Marcinkowski, Markowski, Masłowski, Mazurowski, Meszyński, Męszyński, Michalecki, Michalicki, Mickiewicz, Mićkiewicz, Mierzyński, Miesłowicki, Mieszyński, Milanowski, Milkiewicz, Miłachowski, Mitraszewski, Mniski, Modlski, Mogniński, Molski, Monczyński, Montrym, Morawicki, Moszczenicki, Moszczeński, Moszczyński, Moszeński, Moszyński, Mrocki, Mroczkowski, Mrozowski, Mściwojewski, Mściwujewski, Mukiewicz, Mulewski, Muszyński, Mysłowski.
Nakielski, Nalaskowski, Nałęcz, Napachański, Napachowski, Nasadowski, Nicki, Niedziałkowski, Niemierza, Niemira, Niemirowicz, Niemiryc, Niemirycz, Niemirzyc, Nienałtowski, Nienieński, Nieniewski, Nieniński, Niepokojczycki, Niesiołowski, Niesłuchowski, Nieświastowski, Nieświatowski, Niewiejski, Niewiński, Ninieński, Niniewski, Niwiński, Nojewski, Norejkowicz, Nosadowski, Nowodworski, Nowokuński, Nowopolski, Nowosielecki, Nowosielski.
Obiezierski, Objezierski, Obolewicz, Oborowski, Oborski, Obrzycki, Ochmanowicz, Odachowski, Odechowski, Odrzywolski, Okoński, Okuliński, Okuński, Olkiewicz, Orchowski, Orochowski, Oryszowski, Osiński, Ostropolski, Ostroróg, Ostrowski, Oszczonowski, Ośmiałowski, Ośniałowski, Ożarowski.
Padarzewski, Padaszewski, Palenowski, Pancerski, Papuskowski, Parczewski, Parol, Parskliński, Parszchliński, Parszewski, Parul, Parzkliński, Paszkiewicz, Pawłowski, Perowski, Petraszkiewicz, Petrykowski, Pęcherzewski, Pęchorzewski, Piasecki, Piegłowski, Piergowski, Pierski, Pietraszkiewicz, Pietraszko, Pietrusiński, Pigłowski, Pilawski, Pilichowski, Piorowski, Piotrowicz, Piotrowin, Pirgocki, Pirogowski, Pirski, Piruski, Pniewski, Pniowski, Podkocki, Podlecki, Podleski, Podłęcki, Podolak, Podolski, Poklękowski, Polaski, Poleński, Poluchowicz, Połaski, Poławski, Połazki, Popiel, Popielski, Popowski, Poradziński, Porzyński, Post, Posth, Potarzycki, Prusimski, Pruszyński, Przedwieczorski, Przedzyński, Przetecki, Przetocki, Przewoski, Przewóski, Przewuski, Przędzielski, Przędzyński, Przyborowski, Przyborów, Przybysławski, Przyłęcki, Przywieczerzyński, Pulnarowicz, Pułczyński, Putkowski, Pycz, Pyczyński.
Raczyński, Radaczyński, Radzicki, Ragowski, Rajewski, Ramatowski, Regacki, Regmont, Regmunt, Rogajski, Rogalski, Rogaski, Rogiński, Rokitnicki, Rokszycki, Rostworowski, Rozwarowski, Rucieński, Ruciński, Rudnicki, Rudziewicz, Rulikowski, Rumbo, Rumbowicz, Rumowski, Runowski, Rusian, Rusiłowicz, Russian, Russyan, Rychłowski.
Sachno, Sachnowski, Sadokierski, Sadomski, Sadowski, Sadzyński, Samacki, Sarbski, Sempelborski, Sernicki, Setnicki, Sędywój, Sępiński, Sianożęcki, Siedlecki, Sieprawski, Sierakowski, Sieroszewski, Sierszewski, Sierzchowski, Sietnicki, Sirochowski, Sitański, Sitnicki, Skaławski, Skałecki, Skałocki, Skałowski, Skaryszewski, Skomorowski, Skoś, Skórski, Skrobaczewski, Skubaczewski, Skubaszewski, Sławieński, Sławiński, Słonkowski, Sobieszczański, Sobocki, Socha, Sokolnicki, Sosnowski, Soszyński, Sozański, Sożański, Stadnikiewicz, Staniszewski, Stanowski, Stańczyk, Starczewski, Starogrodzki, Starorypiński, Stasiewicz, Stawiarski, Stempniewicz, Stromiło, Strumiłło, Strumiłowski, Struś-Kamyszkowski, Sudmont, Sulicki, Suradowski, Suski, Suyski, Swarczewski, Swaryczewski, Swaryszewski, Swaryszowski, Swarzyszewski, Sypkowski, Szadokierski, Szadokretski, Szamota, Szamotulski, Szamotuła, Szarogrodzki, Szczekocki, Szczukocki, Szemborski, Szepetowski, Szlagowski, Szubiński, Szujski, Szuyski, Szwaryszowski, Szwarzyszowski, Szyberna, Szymberski, Szymborski, Szymbowski, Szyprowski.
Ślęski, Śliżewicz, Śmietanka, Śnieszek, Śnieszko, Świdwa, Świeprawski.
Tański, Taplicki, Tarajewski, Tarnawski, Tarnowski, Tessarowski, Tholibowski, Timiński, Tłukomski, Tokbowski, Tolbowski, Tolibowski, Tomasz, Tomkiewicz, Topalski, Toplicki, Topolski, Trawiński, Trzebicki, Trzeyeński, Trzyeński, Tulibowski, Tupalski, Tupolski, Tuskiewicz, Tuszyński, Tymiński, Tynicki, Tyrzyński.
Udanowski, Udowicz, Udrycki, Udrzycki, Udzielski, Uhrynowski, Uszak.
Wakulewicz, Wardęski, Warszowski, Watkiewicz, Watkowski, Wąsowski, Wąssowski, Wątkiewicz, Wątkowski, Westchowski, Węgier, Wielądka, Wielądko, Wielątkowski, Wielżyno, Wielżyński, Wiencewicz, Wienicki, Wieniecki, Wiennicki, Wierszowski, Wierzbicki, Wierzbiński, Wierzbowski, Wierzchaczewski, Wierzuchowski, Wikowski, Wilga, Wilk, Wilkczycki, Wilkowski, Wilksicki, Wilksycki, Wilkszycki, Wilżyński, Winiecki, Winnicki, Wir, Wisłogórski, Wisłogurski, Witowski, Włyński, Wodecki, Wojchowski, Wojciechowski, Wojnicz, Wojniesławski, Wojno, Wojnowicz, Wojnowski, Wojsławski, Wolański, Wolski, Wołucki, Wołudzki, Woyno, Wójcikowski, Wstowski, Wujcikowski, Wysocki
Zabicki, Zagajewski, Zajączkowski, Zaklikowski, Zakrzewski, Zanszyk, Zarczycki, Zarczyński, Zarszyniski, Zarszyński, Zasułtowski, Zbański, Zbąski, Zborzeński, Zdanowski, Zgliczyński, Złotopolski, Zorawski, Zrzylski, Zygmuntowicz.
Żabicki, Żarcicki, Żarczyński, Żebrowski, Żołądkiewicz, Żołądkowski, Żołątkowski, Żołędkowski, Żorawski, Żórawski, Żurawski, Żwanowski, Żydowski.

## Bekannte Familienmitglieder
- Joseph Conrad (eigentlich Józef Teodor Nałęcz Konrad Korzeniowski)
- Daria Nałęcz (1951–2022), Historikerin und Archivarin
- Tomasz Nałęcz (* 1949), Hochschullehrer und Politiker
- Edward Raczyński
- Edward Raczyński (Politiker)
- Jerzy Sosnowski
- Demeter von Tuschinski, Österreichisch-ungarischer Staatsanwalt und rumänischer Oberlandesgerichtspräsident

## Städte
Städte die das Wappen Nałęcz als Stadtwappen nutzen:
- Czarnków
- Ostroróg